# FTP (verzetsbeweging)

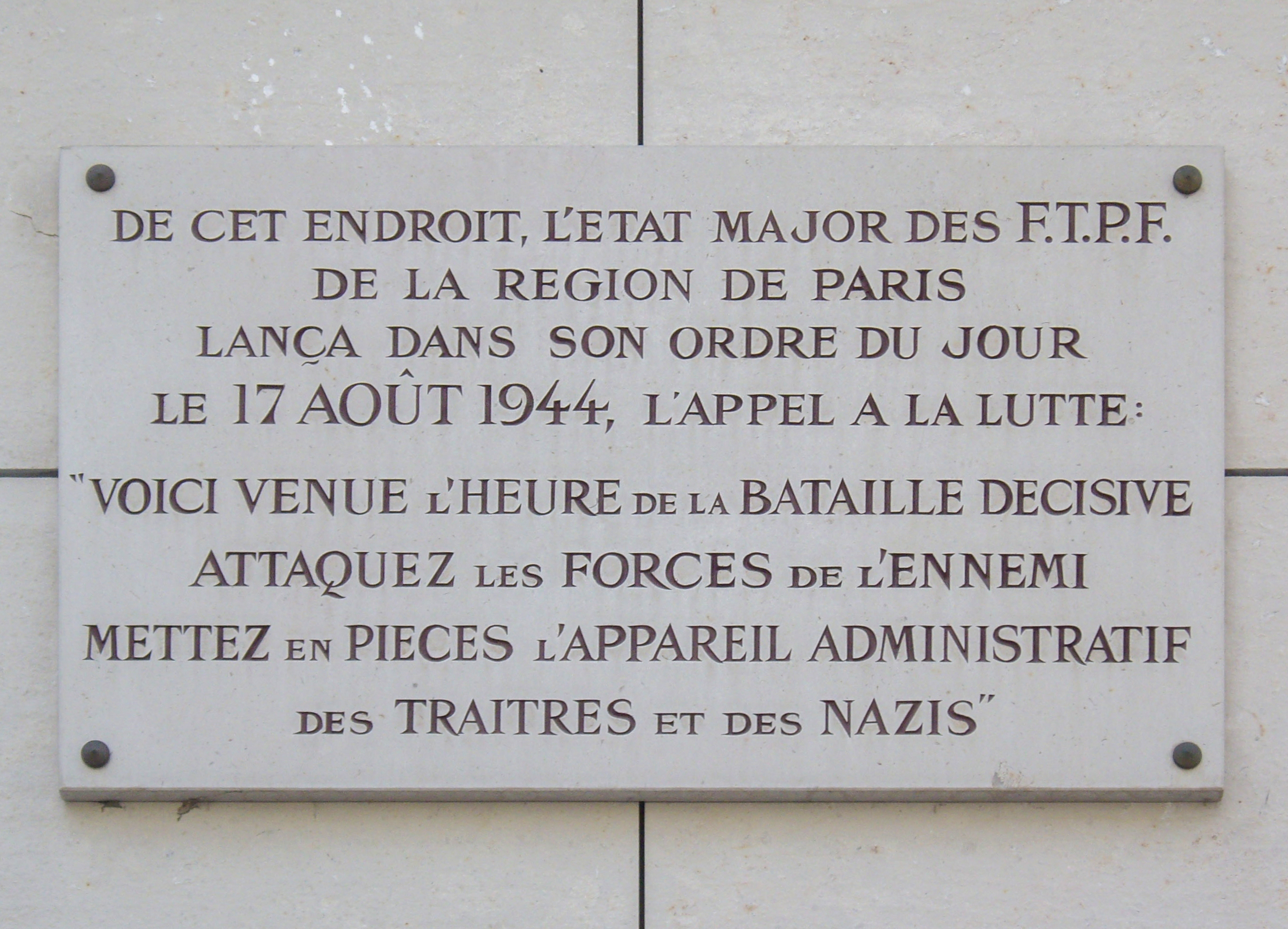
Gedenkplaat in Parijs

Het FTP, afkorting voor "Francs tireurs et partisans français" (vertaald: Franse vrijschutters en partizanen), was de verzetsbeweging tegen de Duitse bezetting en het collaborerende Vichy-bewind, die eind 1941 opgericht werd in Frankrijk door de leiding van de Communistische Partij van Frankrijk.

## Geschiedenis

### Oprichting (eind 1941)
Na het verbreken van het Molotov-Ribbentroppact en de invasie van de Sovjet-Unie door Duitsland op 22 juni 1941, besluit de leiding van de ondergedoken Franse Communistische Partij in overeenstemming met de besluiten van de Communistische Internationale een gewapende verzetsorganisatie op te starten. Charles Tillon krijgt de opdracht de gewapende strijd te organiseren samen met Jacques Duclos en Benoit Frachon.
In het begin zijn het vooral jonge communistische militanten uit de regio Parijs die gerekruteerd worden als lid van de "Organisation Spéciale" om groepen te vormen die ook bekend worden als de "Bataillons de la Jeunesse". Deze jongeren zullen later onder leiding van Albert Ouzoulias de FTP vervoegen. Terwijl Ouzoulias de jongerenbataljons opstart, begint Eugène Hénaff, een 37-jarige uit gevangenschap ontsnapte vakbondsman, volop vrijwilligers te zoeken en rekruteren. Vanaf oktober 1941 worden beide groepen samengebracht in een organisatie, de "TP" (Travail Particulier) waarvan Hénaff de leiding neemt met Ouzoulias als adjunct. Pas begin 1942 wordt de naam FTPF doorgaans verkort tot FTP aangenomen.